# تحالف فانيليا
تحالف الفانيلا (Vanilla Alliance) هو تحالف شركات طيران تم تشكيله في سبتمبر 2015. يعد التحالف رابع أكبر تحالف في العالم اعتبارًا من عام 2018، متخلفًا عن تحالف تحالف عالم واحد وتحالف ستار وسكاي تيم. تعمل جميع شركات الطيران داخل التحالف في منطقة المحيط الهندي ومقرها في دول ذات سيادة أعضاء في لجنة المحيط الهندي أو أقاليم ما وراء البحار الفرنسية في المحيط الهندي.

## تاريخ
في أغسطس 2010، اتحدت سيشيل وموريشيوس ومدغشقر وجزر القمر وريونيون ومايوت تحت العلامة التجارية «جزر الفانيليا» للترويج للسياحة في المنطقة بأكملها. في عام 2012، تمت دعوة وزير السياحة في جزر المالديف لمناقشة الانضمام كعضو في هيئة السياحة في جزر الفانيليا. لكن بعد اجتماع للوزراء في عام 2016، أكدت المنظمة أن جزر المالديف ليست عضوا في المجموعة. يشار إلى أنه لا توجد رحلات مباشرة بين مطار فيلانا الدولي في جزر المالديف وأي من الجزر الأعضاء. تشمل الأهداف الأولية لتحالف الفانيلا زيادة الخدمة الجوية بين الجزر، وزيادة الأسعار الجذابة، وتحسين المشاركة بالرمز. كما اقترحت ليستراك إنشاء شركة طيران إقليمية جديدة منخفضة التكلفة لجذب المزيد من السياح. في النهاية، يرغب التحالف في زيادة العلاقات السياحية والتجارية والتجارية في المنطقة. الأعضاء المؤسسون هم طيران أوسترال وطيران مدغشقر وطيران موريشيوس وطيران سيشل و Int'Air Îles.
في عام 2012، استضافت لجنة المحيط الهندي (IOC) مؤتمرًا حول حالة السفر الجوي داخل منطقة المحيط الهندي. وقد تقرر أن نموذج الأعمال الحالي لشركات الطيران غير مستدام وأن أسعار تذاكر السفر الجوي الإقليمية كانت مرتفعة للغاية، مقارنة بالأسعار داخل أوروبا وداخل منطقة البحر الكاريبي.
في الفترة من 2 إلى 3 مايو 2013، عقدت اللجنة الأولمبية الدولية مؤتمرا آخر في موريشيوس حول مشاكل السفر الجوي الإقليمي. في يناير 2014، نشرت اللجنة نداءً بعنوان «أجنحة المحيط الهندي»، دعت فيه إلى إستراتيجية مشتركة بشأن النقل الجوي الإقليمي ولاحظت الفوائد الاقتصادية التي ستجنيها. عقدت اللجنة الأولمبية الدولية مؤتمرا آخر في يوليو 2014 حول السياحة والسفر الجوي، وبعد ذلك تم تشكيل لجنة من مسؤولي شركات الطيران وأخرى من هيئات الطيران المدني لتشكيل التحالف.
في 20 مايو 2015، اجتمع مجلس وزراء اللجنة الأولمبية الدولية في أنتاناناريفو للالتزام بتوقيع اتفاقية لإنشاء التحالف. كان من المتوقع أن توقعها شركات الطيران في 18 يونيو، ولكن تم تأجيل هذا التاريخ بسبب إضراب في طيران مدغشقر.
في 21 سبتمبر 2015، وقعت شركات الطيران التأسيسية طيران أوسترال وطيران مدغشق وطيران موريشيوس وطيران سيشل و Int'Air les الاتفاقية في أنتاناناريفو. وحضر التوقيع الأمين العام للجنة المحيط الهندي جان كلود دي ليستراك ورئيس مدغشقر هيري راجاوناريمامبيانينا.

## شركات الطيران الأعضاء
| عضو شركة الطيران | انضم            | ملحوظات |
| ---------------- | --------------- | ------- |
| طيران أوسترال    | سبتمبر 21, 2015 |         |
| طيران مدغشقر     | سبتمبر 21, 2015 |         |
| طيران موريشيوس   | سبتمبر 21, 2015 |         |
| طيران سيشل       | سبتمبر 21, 2015 |         |
| Int'Air les      | سبتمبر 21, 2015 |         |

## روابط خارجية
- صور حفل التوقيع 21 سبتمبر 2015 نسخة محفوظة 5 أغسطس 2018 على موقع واي باك مشين.